# Fotogramas de Plata 2022
La 73a cerimònia de lliurament dels Fotogramas de Plata 2022, lliurats per la revista espanyola especialitzada en cinema Fotogramas,va tenir lloc el 21 de març de 2023 al Teatro Barceló de Madrid i fou presentada per Toni Acosta.
La votació de 72 crítics de cinema per escollir els finalistes i les millors pel·lícules es fer pública el 27 de gener de 2022. Aquest dia es va fer públiques la millor pel·lícula espanyola. La més votada Alcarràs de Carla Simón (136 vots), seguida d' As bestas de Rodrigo Sorogoyen (130 vots) i Pacifiction, d'Albert Serra (109 vots). Pel que fa a la millor pel·lícula estrangera, fou escollida Licorice Pizza de Paul Thomas Anderson, amb 106 vots, molt per davant d' Aftersun, de Charlotte Wells (74 vots) 7 Drive My Car, de Ryusuke Hamaguchi (71 vots). El 16 de febrer es va acordar el Fotogramas per tota una vida al director Fernando Colomo. A la cerimònia d'entrega de premis hi assistiren Alejandro Amenábar, Antonio Resines, Blanca Suárez, Julio Medem i Laura Galán.

## Candidatures

### Millor pel·lícula espanyola
| Pel·lícula | Director    | Resultat  |
| ---------- | ----------- | --------- |
| Alcarràs   | Carla Simón | Guanyador |

### Millor pel·lícula estrangera
| Pel·lícula     | Director             | Resultat  |
| -------------- | -------------------- | --------- |
| Licorice Pizza | Paul Thomas Anderson | Guanyador |

### Millor actriu de cinema
| actriu         | Pel·lícula                     | Resultat  |
| -------------- | ------------------------------ | --------- |
| Bárbara Lennie | Los renglones torcidos de Dios | Nominat   |
| Ester Expósito | Venus                          | Guanyador |
| Milena Smit    | Libélulas                      | Nominat   |

### Millor actor de cinema
| Actor         | Pel·lícula | Resultat  |
| ------------- | ---------- | --------- |
| Luis Zahera   | As bestas  | Guanyador |
| Nacho Sánchez | Mantícora  | Nominat   |
| Miguel Herrán | Modelo 77  | Nominat   |

### Millor actor de televisió
| Actor                 | Sèrie de televisió   | Resultat  |
| --------------------- | -------------------- | --------- |
| Juan Diego Botto      | No me gusta conducir | Guanyador |
| Manu Ríos             | Élite                | Nominat   |
| Álex García Fernández | Sagrada familia      | Nominat   |

### Millor actriu de televisió
| Actriu          | Sèrie de televisió | Resultat  |
| --------------- | ------------------ | --------- |
| Maggie Civantos | Express            | Nominat   |
| Itziar Ituño    | Intimidad          | Guanyador |
| Najwa Nimri     | Sagrada familia    | Nominat   |

### Millor actriu de teatre
| Actriu               | Muntatge      | Resultat  |
| -------------------- | ------------- | --------- |
| Bárbara Lennie       | Los farsantes | Nominat   |
| Blanca Portillo      | Silencio      | Guanyador |
| Aitana Sánchez-Gijón | Malvivir      | Nominat   |

### Millor actor de teatre
| Actor/Companyia          | Muntatge      | Resultat  |
| ------------------------ | ------------- | --------- |
| Javier Cámara            | Los farsantes | Nominat   |
| Javier Gutiérrez Álvarez | Principiantes | Guanyador |
| Tristán Ulloa            | True West     | Nominat   |

### Millor sèrie espanyola segons els lectors
| Candidata       | Resultat  |
| --------------- | --------- |
| Apagón          | Guanyador |
| Sagrada familia | Nominat   |
| Intimidad       | Nominat   |

### Millor pel·lícula espanyola segons els lectors
| Candidata                      | Resultat  |
| ------------------------------ | --------- |
| As bestas                      | Guanyador |
| En los márgenes                | Nominat   |
| Los renglones torcidos de Dios | Nominat   |

### Tota una vida
| Intèrpret       | Resultat  |
| --------------- | --------- |
| Fernando Colomo | Guanyador |